# 2024-es választások az Amerikai Egyesült Államokban
A 2024-es választásokat az Amerikai Egyesült Államokban 2024. november 5-én tartották. Ebben az évben, amelyikben az elnök-, és alelnökválasztást is tartották, választásokat tartottnak az Egyesült Államok Képviselőházának 435 székéért, 34 szenátusi pozícióért, illetve összességében 13 államban és külterületen a kormányzóságért is.
A választások előtt több államban is indítottak eljárást a megrajzolt választókerületekkel kapcsolatban, amik a 2020-as újrarajzolás idején születtek a népszámlálás után. Alabamában újrarajzolták a kerületeket, miután az állami törvényhozás egy érvénytelen javaslatot adott be, ami megszegte a szavazatjogi törvényt. A Legfelsőbb Bíróság döntése szerint a Allen v. Milligan ügyben az államnak legalább két afroamerikai-többségű választókerülettel kell rendelkeznie, hogy ne legyen diszkrimináció a választási folyamatban. Floridában egy bírósági döntés következtében szintén újra kellett rajzolni a kerületeket, hogy legyen még egy kisebbségi terület, hiszen az eredeti javaslatot alkotmányellenesnek találták. Louisianában a Legfelsőbb Bíróság szintén úgy döntött, hogy szükséges egy második afroamerikai kerület megrajzolása. Hasonló ügyek voltak folyamatban Dél-Karolinában és Texas államban is.

## Szövetségi választások

### Elnökválasztás
A 2024-es amerikai elnökválasztás a 60. elnökválasztás lesz az Egyesült Államok történetében, amelyet az érvényes jogszabályoknak megfelelően 2024. november 5-én rendeznek meg. Ez lesz az első választás a 2020-as elektor-újraosztás után. A hivatalban lévő elnök, Joe Biden kiszállt a pozícióért folyó versenyből, és Kamala Harris alelnök lett a demokraták jelöltje. Ellenfele a 45. elnök, Donald Trump lesz. Robert F. Kennedy Jr. függetlenként indult, de később visszalépett Trump javára. Kennedy Ross Perot 1992-es kampánya óta a legjobb eséllyel rendelkező független politikus volt.

### Szenátusi választások
2024-ben a Class I. szenátorokat választják meg, illetve még két széket más osztályokban.
| Állam           | Jelöltek               | Jelöltek             | Jelöltek       | Győztes              |
| Állam           | Demokrata              | Republikánus         | Egyéb          | Győztes              |
| --------------- | ---------------------- | -------------------- | -------------- | -------------------- |
| Arizona         | Ruben Gallego          | Kari Lake            |                | Ruben Gallego        |
| Connecticut     | Chris Murphy           | Matthew Corey        |                | Chris Murphy         |
| Delaware        | Lisa Blunt Rochester   | Eric Hansen          |                | Lisa Blunt Rochester |
| Észak-Dakota    | Katrina Christiansen   | Kevin Cramer         |                | Kevin Cramer         |
| Florida         | Debbie Mucarsel-Powell | Rick Scott           |                | Rick Scott           |
| Hawaii          | Mazie Hirono           | Bob McDermott        |                | Mazie Hirono         |
| Indiana         | Valerie McCray         | Jim Banks            |                | Jim Banks            |
| Kalifornia      | Adam Schiff            | Steve Garvey         |                | Adam Schiff          |
| Maine           | David Costello         | Demitroula Kouzounas | Angus King     | Angus King           |
| Maryland        | Angela Alsobrooks      | Larry Hogan          |                | Angela Alsobrooks    |
| Massachusetts   | Elizabeth Warren       | John Deaton          |                | Elizabeth Warren     |
| Michigan        | Elissa Slotkin         | Mike Rogers          |                | Elissa Slotkin       |
| Minnesota       | Amy Klobuchar          | Royce White          |                | Amy Klobuchar        |
| Mississippi     | Ty Pinkins             | Roger Wicker         |                | Roger Wicker         |
| Missouri        | Lucas Kunce            | Josh Hawley          |                | Josh Hawley          |
| Montana         | Jon Tester             | Tim Sheehy           |                | Tim Sheehy           |
| Nebraska        | Nincs                  | Deb Fischer          | Dan Osborn     | Deb Fischer          |
| Nebraska        | Preston Love Jr.       | Pete Ricketts        |                | Pete Ricketts        |
| Nevada          | Jacky Rosen            | Sam Brown            |                | Jacky Rosen          |
| New Jersey      | Andy Kim               | Curtis Bashaw        |                | Andy Kim             |
| New York        | Kirsten Gillibrand     | Mike Sapraicone      |                | Kirsten Gillibrand   |
| Nyugat-Virginia | Glenn Elliott          | Jim Justice          |                | Jim Justice          |
| Ohio            | Sherrod Brown          | Bernie Moreno        |                | Bernie Moreno        |
| Pennsylvania    | Bob Casey Jr.          | David McCormick      |                | David McCormick      |
| Rhode Island    | Sheldon Whitehouse     | Patricia Morgan      |                | Sheldon Whitehouse   |
| Tennessee       | Gloria Johnson         | Marsha Blackburn     |                | Marsha Blackburn     |
| Texas           | Colin Allred           | Ted Cruz             |                | Ted Cruz             |
| Utah            | Caroline Gleich        | John Curtis          |                | John Curtis          |
| Új-Mexikó       | Martin Heinrich        | Nella Domenici       |                | Martin Heinrich      |
| Vermont         | Nincs                  | Gerald Malloy        | Bernie Sanders | Bernie Sanders       |
| Virginia        | Tim Kaine              | Hung Cao             |                | Tim Kaine            |
| Washington      | Maria Cantwell         | Raul Garcia          |                | Maria Cantwell       |
| Wisconsin       | Tammy Baldwin          | Eric Hovde           |                | Tammy Baldwin        |
| Wyoming         | Scott Morrow           | John Barrasso        |                | John Barrasso        |

### Képviselőházi választások
A Képviselőház mind a 435 székéért választások indulnak 2024 novemberében.
A választókerület számának színe a választás előtti képviselő párt-hovatartozását mutatja.
| Választökerület                  | Választökerület          | Jelöltek | Győztes | Győztes                    |
| Állam                            | K.                       | Jelöltek | Párt    | Képviselő                  |
| -------------------------------- | ------------------------ | --- | ------- | -------------------------- |
| Alabama                          | 1.                       | - Tom Holmes - Barry Moore0(a régi 2. kerület képviselője)                                                                                |         | Barry Moore                |
| Alabama                          | 2. (új)                  | - Caroleen Dobson - Shomari Figures |         | Shomari Figures            |
| Alabama                          | 3.                       | - Mike Rogers |         | Mike Rogers                |
| Alabama                          | 4.                       | - Robert Aderholt |         | Robert Aderholt            |
| Alabama                          | 5.                       | - Dale Strong |         | Dale Strong                |
| Alabama                          | 6.                       | - Elizabeth Anderson - Gary Palmer |         | Gary Palmer                |
| Alabama                          | 7.                       | - Robin Litaker - Terri Sewell |         | Terri Sewell               |
| Alaszka                          | 1.                       | - Nick Begich III - Mary Peltola - Matthew Salisbury - John Wayne Howe                                                                    |         |                            |
| Arizona                          | 1.                       | - David Schweikert - Amish Shah |         | David Schweikert           |
| Arizona                          | 2.                       | - Eli Crane - Jonathan Nez |         | Eli Crane                  |
| Arizona                          | 3.                       | - Yassamin Ansari - Alan Aversa - Jeff Zink                                                                                               |         | Yassamin Ansari            |
| Arizona                          | 4.                       | - Kelly Cooper - Greg Stanton |         | Greg Stanton               |
| Arizona                          | 5.                       | - Andy Biggs - Katrina Schaffner |         | Andy Biggs                 |
| Arizona                          | 6.                       | - Juan Ciscomani - Kirsten Engel - Vance Cast                                                                                             |         | Juan Ciscomani             |
| Arizona                          | 7.                       | - Raúl Grijalva - Daniel Butierez |         | Raúl Grijalva              |
| Arizona                          | 8.                       | - Abraham Hamadeh - Jeremy Spreitzer - Greg Whitten                                                                                       |         | Abraham Hamadeh            |
| Arizona                          | 9.                       | - Paul Gosar - Quacy Smith |         | Paul Gosar                 |
| Arkansas                         | 1.                       | - Rick Crawford - Rodney Govens - Steve Parsons                                                                                           |         | Rick Crawford              |
| Arkansas                         | 2.                       | - French Hill - Marcus Jones |         | French Hill                |
| Arkansas                         | 3.                       | - Caitlin Draper - Steve Womack - Bobby Wilson                                                                                            |         | Steve Womack               |
| Arkansas                         | 4.                       | - Risie Howard - Bruce Westerman |         | Bruce Westerman            |
| Colorado                         | 1.                       | - Valdamar Archuleta - Diana DeGette - Dom Waters                                                                                         |         | Diana DeGette              |
| Colorado                         | 2.                       | - Marshall Dawson - Joe Neguse - Gaylon Kent                                                                                              |         | Joe Neguse                 |
| Colorado                         | 3.                       | - James Wiley - Adam Frisch - Jeff Hurd - Gary Swing                                                                                      |         | Jeff Hurd                  |
| Colorado                         | 4.                       | - Lauren Boebert - Trisha Calvarese - Hannah Goodman                                                                                      |         | Lauren Boebert             |
| Colorado                         | 5.                       | - Jeff Crank - River Gassen - Joseph Gaye - Christopher Mitchell - Michael Vance                                                          |         | Jeff Crank                 |
| Colorado                         | 6.                       | - Jason Crow - John Fabbricatore - John Kittleson                                                                                         |         | Jason Crow                 |
| Colorado                         | 7.                       | - Patrick Bohan - Sergei Matveyuk - Brittany Pettersen                                                                                    |         | Brittany Pettersen         |
| Colorado                         | 8.                       | - Yadira Caraveo - Gabe Evans - Eric Joss - Dan Ward                                                                                      |         | Gabe Evans                 |
| Connecticut                      | 1.                       | - Jim Griffin - John B. Larson |         | John B. Larson             |
| Connecticut                      | 2.                       | - Joe Courtney - Mike France |         | Joe Courtney               |
| Connecticut                      | 3.                       | - Rosa DeLauro - Michael Massey |         | Rosa DeLauro               |
| Connecticut                      | 4.                       | - Jim Himes - Michael Goldstein |         | Jim Himes                  |
| Connecticut                      | 5.                       | - Jahana Hayes - George Logan |         | Jahana Hayes               |
| Delaware                         | 1.                       | - Sarah McBride - John Whalen |         | Sarah McBride              |
| Dél-Dakota                       | 1.                       | - Dusty Johnson - Sheryl Johnson |         | Dusty Johnson              |
| Dél-Karolina                     | 1.                       | - Nancy Mace - Michael Moore |         | Nancy Mace                 |
| Dél-Karolina                     | 2.                       | - David Robinson II - Joe Wilson |         | Joe Wilson                 |
| Dél-Karolina                     | 3.                       | - Michael Bedenbaugh - Bryon Best - Sheri Biggs                                                                                           |         | Sheri Biggs                |
| Dél-Karolina                     | 4.                       | - Michael Chandler - Mark Hackett - Kathryn Harvey - William Timmons                                                                      |         | William Timmons            |
| Dél-Karolina                     | 5.                       | - Evangeline Hundley - Ralph Norman |         | Ralph Norman               |
| Dél-Karolina                     | 6.                       | - Duke Buckner - Jim Clyburn - Gregg Marcel Dixon - Joseph Oddo - Michael Simpson                                                         |         | Jim Clyburn                |
| Dél-Karolina                     | 7.                       | - Russell Fry - Mal Hyman |         | Russell Fry                |
| Észak-Dakota                     | 1.                       | - Julie Fedorchak - Trygve Hammer |         | Julie Fedorchak            |
| Észak-Karolina                   | 1.                       | - Tom Bailey - Laurie Buckhout - Don Davis                                                                                                |         | Don Davis                  |
| Észak-Karolina                   | 2.                       | - Michael Dublin - Deborah Ross - Alan Swain                                                                                              |         | Deborah Ross               |
| Észak-Karolina                   | 3.                       | - Gheorghe Cormos - Greg Murphy |         | Greg Murphy                |
| Észak-Karolina                   | 4.                       | - Eric Blankenburg - Valerie Foushee - Guy Meilleur                                                                                       |         | Valerie Foushee            |
| Észak-Karolina                   | 5.                       | - Virginia Foxx - Chuck Hubbard |         | Virginia Foxx              |
| Észak-Karolina                   | 6. (új)                  | - Addison McDowell |         | Addison McDowell           |
| Észak-Karolina                   | 7.                       | - Marlando Pridgen - David Rouzer |         | David Rouzer               |
| Észak-Karolina                   | 8.                       | - Justin Dues - Mark Harris |         | Mark Harris                |
| Észak-Karolina                   | 9.                       | - Nigel Bristow - Shelane Etchison - Richard Hudson                                                                                       |         | Richard Hudson             |
| Észak-Karolina                   | 10.                      | - Steven Feldman - Pat Harrigan - Ralph Scott Jr.                                                                                         |         | Pat Harrigan               |
| Észak-Karolina                   | 11.                      | - Chuck Edwards - Caleb Rudow |         | Chuck Edwards              |
| Észak-Karolina                   | 12.                      | - Alma Adams - Addul Ali |         | Alma Adams                 |
| Észak-Karolina                   | 13.                      | - Brad Knott - Frank Pierce |         | Brad Knott                 |
| Észak-Karolina                   | 14.                      | - Pam Genant - Tim Moore |         | Tim Moore                  |
| Florida                          | 1.                       | - Matt Gaetz - Gay Valimont |         | Matt Gaetz                 |
| Florida                          | 2.                       | - Yen Bailey - Neal Dunn |         | Neal Dunn                  |
| Florida                          | 3.                       | - Kat Cammack - Tom Wells |         | Kat Cammack                |
| Florida                          | 4.                       | - Aaron Bean - LaShonda Holloway |         | Aaron Bean                 |
| Florida                          | 5.                       | - Jay McGovern - John Rutherford |         | John Rutherford            |
| Florida                          | 6.                       | - James Stockton III - Michael Waltz |         | Michael Waltz              |
| Florida                          | 7.                       | - Jennifer Adams - Cory Mills |         | Cory Mills                 |
| Florida                          | 8.                       | - Mike Haridopolos - Sandy Kennedy |         | Mike Haridopolos           |
| Florida                          | 9.                       | - Marcus Carter - Thomas Chalifoux - Darren Soto                                                                                          |         | Darren Soto                |
| Florida                          | 10.                      | - Maxwell Frost - Willie Montague |         | Maxwell Frost              |
| Florida                          | 11.                      | - Barbie Hall - Daniel Webster |         | Daniel Webster             |
| Florida                          | 12.                      | - Rock Aboujaoude Jr. - Gus Bilirakis |         | Gus Bilirakis              |
| Florida                          | 13.                      | - Whitney Fox - Anna Paulina Luna |         | Anna Paulina Luna          |
| Florida                          | 14.                      | - Christopher Bradley - Kathy Castor - Rocky Rochford - Nathaniel Snyder                                                                  |         | Kathy Castor               |
| Florida                          | 15.                      | - Pat Kemp - Laurel Lee |         | Laurel Lee                 |
| Florida                          | 16.                      | - Vern Buchanan - Jan Schneider |         | Vern Buchanan              |
| Florida                          | 17.                      | - Manny Lopez - Greg Steube |         | Greg Steube                |
| Florida                          | 18.                      | - Scott Franklin - Andrea Doria Kale |         | Scott Franklin             |
| Florida                          | 19.                      | - Byron Donalds - Kari Lerner |         | Byron Donalds              |
| Florida                          | 20.                      | - Sheila Cherfilus-McCormick |         | Sheila Cherfilus-McCormick |
| Florida                          | 21.                      | - Brian Mast - Thomas Witkop |         | Brian Mast                 |
| Florida                          | 22.                      | - Lois Frankel - Dan Franzese |         | Lois Frankel               |
| Florida                          | 23.                      | - Joe Kaufman - Jared Moskowitz |         | Jared Moskowitz            |
| Florida                          | 24.                      | - Jesus Navarro - Frederica Wilson |         | Frederica Wilson           |
| Florida                          | 25.                      | - Chris Eddy - Debbie Wasserman Schultz                                                                                                   |         | Debbie Wasserman Schultz   |
| Florida                          | 26.                      | - Joey Atkins - Mario Díaz-Balart |         | Mario Díaz-Balart          |
| Florida                          | 27.                      | - Lucia Baez-Geller - María Elvira Salazar                                                                                                |         | María Elvira Salazar       |
| Florida                          | 28.                      | - Phil Ehr - Carlos Antonio Giménez |         | Carlos Antonio Giménez     |
| Georgia                          | 1.                       | - Buddy Carter - Joyce Marie Griggs - Patti Hewitt                                                                                        |         | Buddy Carter               |
| Georgia                          | 2.                       | - Sanford Bishop - Wayne Johnson |         | Sanford Bishop             |
| Georgia                          | 3.                       | - Brian Jack - Maura Keller |         | Brian Jack                 |
| Georgia                          | 4.                       | - Hank Johnson - Ansel Postell - Eugene Yu                                                                                                |         | Hank Johnson               |
| Georgia                          | 5.                       | - Lisa Potash - John Salvesen - Nikema Williams                                                                                           |         | Nikema Williams            |
| Georgia                          | 6.                       | - Jeff Criswell - Lucy McBath |         | Lucy McBath                |
| Georgia                          | 7.                       | - Bob Christian - Rich McCormick |         | Rich McCormick             |
| Georgia                          | 8.                       | - Darrius Butler - Austin Scott |         | Austin Scott               |
| Georgia                          | 9.                       | - Tambrei Cash - Andrew Clyde |         | Andrew Clyde               |
| Georgia                          | 10.                      | - Mike Collins - Lexy Doherty |         | Mike Collins               |
| Georgia                          | 11.                      | - Barry Loudermilk - Kate Stamper |         | Barry Loudermilk           |
| Georgia                          | 12.                      | - Rick Allen - Liz Johnson |         | Rick Allen                 |
| Georgia                          | 13.                      | - Jonathan Chavez - David Scott |         | David Scott                |
| Georgia                          | 14.                      | - Marjorie Taylor Greene - Shawn Harris                                                                                                   |         | Marjorie Taylor Greene     |
| Hawaii                           | 1.                       | - Ed Case - Calvin Griffin - Patrick Largey                                                                                               |         | Ed Case                    |
| Hawaii                           | 2.                       | - Steve Bond - Randall Meyer - Jill Tokuda - Aaron Toman                                                                                  |         | Jill Tokuda                |
| Idaho                            | 1.                       | - Russ Fulcher - Brendan Gomez - Matt Loesby - Kaylee Peterson                                                                            |         | Russ Fulcher               |
| Idaho                            | 2.                       | - Todd Corsetti - David Roth - Carta Sierra - Mike Simpson                                                                                |         | Mike Simpson               |
| Illinois                         | 1.                       | - Jonathan Jackson - Marcus Lewis |         | Jonathan Jackson           |
| Illinois                         | 2.                       | - Robin Kelly - Ashley Ramos |         | Robin Kelly                |
| Illinois                         | 3.                       | - John Booras - Angel Oakley - Delia Ramirez                                                                                              |         | Delia Ramirez              |
| Illinois                         | 4.                       | - Lupe Castillo - Chuy García - Ed Harvey                                                                                                 |         | Chuy García                |
| Illinois                         | 5.                       | - Tommy Hanson - Mike Quigley |         | Mike Quigley               |
| Illinois                         | 6.                       | - Sean Casten - Niki Conforti |         | Sean Casten                |
| Illinois                         | 7.                       | - Danny Davis - Chad Koppie |         | Danny Davis                |
| Illinois                         | 8.                       | - Raja Krishnamoorthi - Mark Rice |         | Raja Krishnamoorthi        |
| Illinois                         | 9.                       | - Seth Cohen - Jan Schakowsky |         | Jan Schakowsky             |
| Illinois                         | 10.                      | - Jim Carris - Brad Schneider |         | Brad Schneider             |
| Illinois                         | 11.                      | - Jerry Evans - Bill Foster |         | Bill Foster                |
| Illinois                         | 12.                      | - Mike Bost - Brian Roberts |         | Mike Bost                  |
| Illinois                         | 13.                      | - Chibuihe Asonye - Nikki Budzinski - Joshua Loyd                                                                                         |         | Nikki Budzinski            |
| Illinois                         | 14.                      | - Jim Marter - Lauren Underwood |         | Lauren Underwood           |
| Illinois                         | 15.                      | - Mary Miller |         | Mary Miller                |
| Illinois                         | 16.                      | - Darin LaHood |         | Darin LaHood               |
| Illinois                         | 17.                      | - Joe McGraw - Eric Sorensen |         | Eric Sorensen              |
| Indiana                          | 1.                       | - Dakotah Miskus - Eric Sorensen - Joe McGraw                                                                                             |         | Eric Sorensen              |
| Indiana                          | 2.                       | - Lori Camp - William Henry - Rudy Yakym                                                                                                  |         | Rudy Yakym                 |
| Indiana                          | 3.                       | - Kiley Adolph - Jarrad Lancaster - Marlin Stutzman                                                                                       |         | Marlin Stutzman            |
| Indiana                          | 4.                       | - Jim Baird - Ashley Groff - Derrick Holder                                                                                               |         | Jim Baird                  |
| Indiana                          | 5.                       | - Deborah Pickett - Lauri Shillings - Robert Slaughter - Victoria Spartz                                                                  |         | Victoria Spartz            |
| Indiana                          | 6.                       | - James Sceniak - Jefferson Shreve - Cinde Wirth                                                                                          |         | Jefferson Shreve           |
| Indiana                          | 7.                       | - André Carson - John Schmitz - Rusty Johnson                                                                                             |         | André Carson               |
| Indiana                          | 8.                       | - Richard Fitzlaff - Erik Hurt - Mark Messmer                                                                                             |         | Mark Messmer               |
| Indiana                          | 9.                       | - Russell Brooksbank - Erin Houchin - Tim Peck                                                                                            |         | Erin Houchin               |
| Iowa                             | 1.                       | - Christina Bohannan - Nicholas Gluba - Mariannette Miller-Meeks                                                                          |         | Mariannette Miller-Meeks   |
| Iowa                             | 2.                       | - Sarah Corkery - Ashley Hinson - Jody Puffett                                                                                            |         | Ashley Hinson              |
| Iowa                             | 3.                       | - Lanon Baccam - Marco Battaglia - Zach Nunn                                                                                              |         | Zach Nunn                  |
| Iowa                             | 4.                       | - Charles Aldrich - Randy Feenstra - Ryan Melton                                                                                          |         | Randy Feenstra             |
| Kalifornia                       | 1.                       | - Doug LaMalfa - Rose Penelope Yee |         | Doug LaMalfa               |
| Kalifornia                       | 2.                       | - Chris Coulombe - Jared Huffman |         | Jared Huffman              |
| Kalifornia                       | 3.                       | - Kevin Kiley - Jessica Morse |         | Kevin Kiley                |
| Kalifornia                       | 4.                       | - John Munn - Mike Thompson |         | Mike Thompson              |
| Kalifornia                       | 5.                       | - Michael Barkley - Tom McClintock |         | Tom McClintock             |
| Kalifornia                       | 6.                       | - Ami Bera - Christine Bish |         | Ami Bera                   |
| Kalifornia                       | 7.                       | - Doris Matsui - Tom Silva |         | Doris Matsui               |
| Kalifornia                       | 8.                       | - John Garamendi - Rudy Recile |         | John Garamendi             |
| Kalifornia                       | 9.                       | - Josh Harder - Kevin Lincoln |         | Josh Harder                |
| Kalifornia                       | 10.                      | - Mark DeSaulnier - Katherine Piccinini                                                                                                   |         | Mark DeSaulnier            |
| Kalifornia                       | 11.                      | - Bruce Lou - Nancy Pelosi |         | Nancy Pelosi               |
| Kalifornia                       | 12.                      | - Lateefah Simon - Jennifer Tran |         | Lateefah Simon             |
| Kalifornia                       | 13.                      | - John Duarte - Adam Gray |         | John Duarte                |
| Kalifornia                       | 14.                      | - Vin Kruttiventi - Eric Swalwell |         | Eric Swalwell              |
| Kalifornia                       | 15.                      | - Anna Cheng Kramer - Kevin Mullin |         | Kevin Mullin               |
| Kalifornia                       | 16.                      | - Sam Liccardo - Evan Low |         | Sam Liccardo               |
| Kalifornia                       | 17.                      | - Anita Chen - Ro Khanna |         | Ro Khanna                  |
| Kalifornia                       | 18.                      | - Peter Hernandez - Zoe Lofgren |         | Zoe Lofgren                |
| Kalifornia                       | 19.                      | - Jason Anderson - Jimmy Panetta |         | Jimmy Panetta              |
| Kalifornia                       | 20.                      | - Vince Fong |         | Vince Fong                 |
| Kalifornia                       | 21.                      | - Jim Costa - Michael Maher |         |                            |
| Kalifornia                       | 22.                      | - Rudy Salas - David Valadao |         | David Valadao              |
| Kalifornia                       | 23.                      | - Derek Marshall - Jay Obernolte |         | Jay Obernolte              |
| Kalifornia                       | 24.                      | - Salud Carbajal - Thomas Cole |         | Salud Carbajal             |
| Kalifornia                       | 25.                      | - Raul Ruiz - Ian Weeks |         | Raul Ruiz                  |
| Kalifornia                       | 26.                      | - Julia Brownley - Michael Koslow |         | Julia Brownley             |
| Kalifornia                       | 27.                      | - Mike Garcia - George Whitesides |         | George Whitesides          |
| Kalifornia                       | 28.                      | - Judy Chu - April Verlato |         | Judy Chu                   |
| Kalifornia                       | 29.                      | - Benito Bernal - Luz Rivas |         | Luz Rivas                  |
| Kalifornia                       | 30.                      | - Alex Balekian - Laura Friedman |         | Laura Friedman             |
| Kalifornia                       | 31.                      | - Gil Cisneros - Daniel Martinez |         | Gil Cisneros               |
| Kalifornia                       | 32.                      | - Brad Sherman - Larry Thompson |         | Brad Sherman               |
| Kalifornia                       | 33.                      | - Pete Aguilar - Tom Herman |         | Pete Aguilar               |
| Kalifornia                       | 34.                      | - Jimmy Gomez - David Kim |         | Jimmy Gomez                |
| Kalifornia                       | 35.                      | - Mike Cargile - Norma Torres |         | Norma Torres               |
| Kalifornia                       | 36.                      | - Ted Lieu - Melissa Toomim |         | Ted Lieu                   |
| Kalifornia                       | 37.                      | - Sydney Kamlager-Dove - Juan Rey |         | Sydney Kamlager-Dove       |
| Kalifornia                       | 38.                      | - Eric Ching - Linda Sánchez |         | Linda Sánchez              |
| Kalifornia                       | 39.                      | - David Serpa - Mark Takano |         | Mark Takano                |
| Kalifornia                       | 40.                      | - Joe Kerr - Young Kim |         | Young Kim                  |
| Kalifornia                       | 41.                      | - Ken Calvert - Will Rollins |         | Ken Calvert                |
| Kalifornia                       | 42.                      | - John Briscoe - Robert Garcia |         | Robert Garcia              |
| Kalifornia                       | 43.                      | - Maxine Waters - Steve Williams |         | Maxine Waters              |
| Kalifornia                       | 44.                      | - Nanette Barragán - Roger Groh |         | Nanette Barragán           |
| Kalifornia                       | 45.                      | - Michelle Steel - Derek Tran |         |                            |
| Kalifornia                       | 46.                      | - Lou Correa - David Pan |         | Lou Correa                 |
| Kalifornia                       | 47.                      | - Scott Baugh - Dave Min |         | Dave Min                   |
| Kalifornia                       | 48.                      | - Stephen Houlahan - Darrell Issa |         | Darrell Issa               |
| Kalifornia                       | 49.                      | - Matt Gunderson - Mike Levin |         | Mike Levin                 |
| Kalifornia                       | 50.                      | - Peter Bono - Scott Peters |         | Scott Peters               |
| Kalifornia                       | 51.                      | - Sara Jacobs - Bill Wells |         | Sara Jacobs                |
| Kalifornia                       | 52.                      | - Justin Lee - Juan Vargas |         | Juan Vargas                |
| Kansas                           | 1.                       | - Paul Buskirk - Tracey Mann |         | Tracey Mann                |
| Kansas                           | 2.                       | - Nancy Boyda - John Hauer - Derek Schmidt                                                                                                |         | Nancy Boyda                |
| Kansas                           | 3.                       | - Sharice Davids - Prasanth Reddy - Steve Roberts                                                                                         |         | Sharice Davids             |
| Kansas                           | 4.                       | - Ron Estes - Esau Freeman |         | Ron Estes                  |
| Kentucky                         | 1.                       | - James Comer - Erin Marshall |         | James Comer                |
| Kentucky                         | 2.                       | - Brett Guthrie - Hank Linderman |         | Brett Guthrie              |
| Kentucky                         | 3.                       | - Mike Craven - Morgan McGarvey |         | Morgan McGarvey            |
| Kentucky                         | 4.                       | - Thomas Massie |         | Thomas Massie              |
| Kentucky                         | 5.                       | - Hal Rogers |         | Hal Rogers                 |
| Kentucky                         | 6.                       | - Andy Barr - Randy Cravens |         | Andy Barr                  |
| Louisiana                        | 1.                       | - Randall Arrington - Frankie Hyers - Mel Manuel - Steve Scalise - Ross Shale - Margueritte Swanson                                       |         | Steve Scalise              |
| Louisiana                        | 2.                       | - Troy Carter - Devin Davis - Devin Graham - Christy Lynch - Shorell Perrilloux                                                           |         | Troy Carter                |
| Louisiana                        | 3.                       | - Priscilla Gonzalez - Clay Higgins - Xan John - Sadi Summerlin                                                                           |         | Clay Higgins               |
| Louisiana                        | 4.                       | - Mike Johnson - Joshua Morott |         | Mike Johnson               |
| Louisiana                        | 5.                       | - Julia Letlow - Vinny Mendoza - Michael Vallien Jr.                                                                                      |         | Julia Letlow               |
| Louisiana                        | 6.                       | - Quentin Anderson - Cleo Fields - Elbert Guillory - Wilken Jones Jr. - Peter Williams                                                    |         | Cleo Fields                |
| Maine                            | 1.                       | - Elias Bassile - Chellie Pingree - Ronald Russell                                                                                        |         | Chellie Pingree            |
| Maine                            | 2.                       | - Jared Golden - Austin Theriault |         |                            |
| Maryland                         | 1.                       | - Andy Harris - Blane Miller - Joshua O’Brien                                                                                             |         | Andy Harris                |
| Maryland                         | 2.                       | - Kimberly Klacik - Johnny Olszewski - Jasen Wunder                                                                                       |         | Johnny Olszewski           |
| Maryland                         | 3.                       | - Miguel Barajas - Sarah Elfreth - Robert Steinberger                                                                                     |         | Sarah Elfreth              |
| Maryland                         | 4.                       | - Glenn Ivey - Robert Steinberger |         | Glenn Ivey                 |
| Maryland                         | 5.                       | - Steny Hoyer - Michelle Talkington |         | Steny Hoyer                |
| Maryland                         | 6.                       | - April McClain-Delaney - Mariela Roca |         | April McClain-Delaney      |
| Maryland                         | 7.                       | - Scott Collier - Kweisi Mfume - Ronald Owens-Bey                                                                                         |         | Kweisi Mfume               |
| Maryland                         | 8.                       | - Jamie Raskin - Cheryl Riley - Nancy Wallace                                                                                             |         | Jamie Raskin               |
| Massachusetts                    | 1.                       | - Richard Neal |         | Richard Neal               |
| Massachusetts                    | 2.                       | - Jim McGovern |         | Jim McGovern               |
| Massachusetts                    | 3.                       | - Lori Trahan |         | Lori Trahan                |
| Massachusetts                    | 4.                       | - Jake Auchincloss |         | Jake Auchincloss           |
| Massachusetts                    | 5.                       | - Katherine Clark |         | Katherine Clark            |
| Massachusetts                    | 6.                       | - Seth Moulton |         | Seth Moulton               |
| Massachusetts                    | 7.                       | - Ayanna Pressley |         | Ayanna Pressley            |
| Massachusetts                    | 8.                       | - Robert Burke - Stephen Lynch |         | Stephen Lynch              |
| Massachusetts                    | 9.                       | - Bill Keating - Dan Sullivan |         | Bill Keating               |
| Michigan                         | 1.                       | - Callie Barr - Jack Bergman - Andrew Gale                                                                                                |         | Jack Bergman               |
| Michigan                         | 2.                       | - Ben DeJong - Michael Lynch - John Moolenaar                                                                                             |         | John Moolenaar             |
| Michigan                         | 3.                       | - Alex Avery - Paul Hudson - Hillary Scholten                                                                                             |         | Hillary Scholten           |
| Michigan                         | 4.                       | - Bill Huizenga - Jessica Swartz |         | Bill Huizenga              |
| Michigan                         | 5.                       | - Libbi Urban - Tim Walberg |         | Tim Walberg                |
| Michigan                         | 6.                       | - Debbie Dingell - Bill Krebaum - Heather Smiley                                                                                          |         | Debbie Dingell             |
| Michigan                         | 7.                       | - Tom Barrett - Rachel Dailey - Curtis Hertel Jr.                                                                                         |         | Tom Barrett                |
| Michigan                         | 8.                       | - Steve Barcelo - Paul Junge - Kristen McDonald Rivet                                                                                     |         | Kristen McDonald Rivet     |
| Michigan                         | 9.                       | - Lisa McClain - Clinton St. Mosley - Kevin Vayko                                                                                         |         | Lisa McClain               |
| Michigan                         | 10.                      | - John E. James - Carl Marlinga - Mike Salibo                                                                                             |         | John E. James              |
| Michigan                         | 11.                      | - Nick Somberg - Haley Stevens |         | Haley Stevens              |
| Michigan                         | 12.                      | - James Hooper - Rashida Tlaib |         | Rashida Tlaib              |
| Michigan                         | 13.                      | - Martell Bivings - Chris Clark - Shri Thanedar                                                                                           |         | Shri Thanedar              |
| Minnesota                        | 1.                       | - Rachel Bohman - Brad Finstad |         | Brad Finstad               |
| Minnesota                        | 2.                       | - Tom Bowman (Alkotmányos Konzervatív) - Angie Craig - Joe Teirab                                                                         |         | Angie Craig                |
| Minnesota                        | 3.                       | - Tad Jude - Kelly Morrison |         | Kelly Morrison             |
| Minnesota                        | 4.                       | - May Lor Xiong - Betty McCollum |         | Betty McCollum             |
| Minnesota                        | 5.                       | - Dalia el-Akídi - Ilhan Omar |         | Ilhan Omar                 |
| Minnesota                        | 6.                       | - Tom Emmer - Jeanne Hendricks |         | Tom Emmer                  |
| Minnesota                        | 7.                       | - Michelle Fischbach - A. J. Peters |         | Michelle Fischbach         |
| Minnesota                        | 8.                       | - Jennifer Schultz - Pete Stauber |         | Pete Stauber               |
| Mississippi                      | 1.                       | - Dianne Black - Trent Kelly |         | Trent Kelly                |
| Mississippi                      | 2.                       | - Ron Eller - Bennie Thompson |         | Bennie Thompson            |
| Mississippi                      | 3.                       | - Michael Guest |         | Michael Guest              |
| Mississippi                      | 4.                       | - Mike Ezell - Craig Raybon |         | Mike Ezell                 |
| Missouri                         | 1.                       | - Wesley Bell - Andrew Jones - Rochelle Riggins                                                                                           |         | Wesley Bell                |
| Missouri                         | 2.                       | - Brandon Daugherty - Ray Hartmann - Ann Wagner                                                                                           |         | Ann Wagner                 |
| Missouri                         | 3.                       | - Bethany Mann - Bob Onder - Jordan Rowden                                                                                                |         | Bob Onder                  |
| Missouri                         | 4.                       | - Mark Alford - Jeanette Cass - Thomas Holbrook                                                                                           |         | Mark Alford                |
| Missouri                         | 5.                       | - Emanuel Cleaver - Sean Smith - Bill Wayne                                                                                               |         | Emanuel Cleaver            |
| Missouri                         | 6.                       | - Sam Graves - Andy Maidment - Pam May |         | Sam Graves                 |
| Missouri                         | 7.                       | - Eric Burlison - Kevin Craig - Missi Hesketh                                                                                             |         | Eric Burlison              |
| Missouri                         | 8.                       | - Jake Dawson - Randi McCallian - Jason Smith                                                                                             |         | Jason Smith                |
| Montana                          | 1.                       | - Dennis Hayes - Monica Tranel - Ryan Zinke                                                                                               |         | Ryan Zinke                 |
| Montana                          | 2.                       | - Troy Downing - John Driscoll |         | Troy Downing               |
| Nebraska                         | 1.                       | - Carol Blood - Mike Flood |         | Mike Flood                 |
| Nebraska                         | 2.                       | - Don Bacon - Tony Vargas |         | Don Bacon                  |
| Nebraska                         | 3.                       | - Daniel Ebers - Adrian Smith |         | Adrian Smith               |
| Nevada                           | 1.                       | - Gabriel Cornejo - David Goossen - David Havlicek - William Hoge - Ron Quince - Mark Robertson - Dina Titus - Victor Willert             |         | Dina Titus                 |
| Nevada                           | 2.                       | - Mark Amodei - Lynn Chapman - Robert Kidd - Javi Tachiquin                                                                               |         | Mark Amodei                |
| Nevada                           | 3.                       | - Drew Johnson - John Kamerath - Susie Lee                                                                                                |         | Susie Lee                  |
| Nevada                           | 4.                       | - Russell Best - Timothy Ferreira - Steven Horsford - John Lee                                                                            |         | Steven Horsford            |
| New Hampshire                    | 1.                       | - Chris Pappas - Russell Prescott |         | Chris Pappas               |
| New Hampshire                    | 2.                       | - Maggie Goodlander - Lily Tang Williams                                                                                                  |         | Maggie Goodlander          |
| New Jersey                       | 1.                       | - Robin Brownfield - Austin Johnson - Teddy Liddell - Donald Norcross                                                                     |         | Donald Norcross            |
| New Jersey                       | 2.                       | - Thomas Cannavo - Joe Salerno - Jeff Van Drew                                                                                            |         | Jeff Van Drew              |
| New Jersey                       | 3.                       | - John Barbera - Herb Conaway - Rajesh Mohan - Chris Russomanno - Steven Welzer - Douglas Wynn                                            |         | Herb Conaway               |
| New Jersey                       | 4.                       | - Barry Bendar - Matthew Jenkins - John Morrison - Chris Smith                                                                            |         | Chris Smith                |
| New Jersey                       | 5.                       | - Aamir Arif - Beau Forte - Josh Gottheimer - Mary Jo Guinchard - Richard Siegel - James Tosone - Lou Vellucci                            |         | Josh Gottheimer            |
| New Jersey                       | 6.                       | - Fahad Akhtar - Matthew Amitrano - Scott Fegler - Frank Pallone - Herb Tarbous                                                           |         | Frank Pallone              |
| New Jersey                       | 7.                       | - Sue Altman - Andrew Black - Tom Kean Jr. - Lana Leguia                                                                                  |         | Tom Kean Jr.               |
| New Jersey                       | 8.                       | - Rob Menendez - Pablo Olivera - Christian Robbins - Lea Sherman - Anthony Valdes                                                         |         | Rob Menendez               |
| New Jersey                       | 9.                       | - Bruno Pereira - Nellie Pou - Billy Prempeh - Benjamin Taylor                                                                            |         | Nellie Pou                 |
| New Jersey                       | 10.                      | - Carmen Bucco - Cynthia Johnson - LaMonica McIver - Michelle Middleton - Jose Serrano - Donna Weiss                                      |         | LaMonica McIver            |
| New Jersey                       | 11.                      | - Joseph Belnome - Lily Benavides - Joshua Lanzara - Mikie Sherrill                                                                       |         | Mikie Sherrill             |
| New Jersey                       | 12.                      | - Vic Kaplan - Darius Mayfield - Kim Meudt - Bonnie Watson Coleman                                                                        |         | Bonnie Watson Coleman      |
| New York                         | 1.                       | - John Avlon - Nick LaLota |         | Nick LaLota                |
| New York                         | 2.                       | - Andrew Garbarino - Rob Lubin |         | Andrew Garbarino           |
| New York                         | 3.                       | - Ryan Kalata - Matt Nappo - Michael LiPetri - Tom Suozzi                                                                                 |         | Tom Suozzi                 |
| New York                         | 4.                       | - Anthony D’Esposito - Laura Gillen |         | Laura Gillen               |
| New York                         | 5.                       | - Paul King - Gregory Meeks |         | Gregory Meeks              |
| New York                         | 6.                       | - Grace Meng - Thomas Zmich |         | Grace Meng                 |
| New York                         | 7.                       | - William Kregler - Nydia Velázquez |         | Nydia Velázquez            |
| New York                         | 8.                       | - John Delaney - Hakeem Jeffries |         | Hakeem Jeffries            |
| New York                         | 9.                       | - Yvette Clarke - Menachem Raitport |         | Yvette Clarke              |
| New York                         | 10.                      | - Alex Dodenhoff - Dan Goldman |         | Dan Goldman                |
| New York                         | 11.                      | - Nicole Malliotakis - Andrea Morse |         | Nicole Malliotakis         |
| New York                         | 12.                      | - Jerry Nadler - Michael Zumbluskas |         | Jerry Nadler               |
| New York                         | 13.                      | - Adriano Espaillat - Ruben Vargas |         | Adriano Espaillat          |
| New York                         | 14.                      | - Alexandria Ocasio-Cortez - Tina Forte                                                                                                   |         | Alexandria Ocasio-Cortez   |
| New York                         | 15.                      | - Gonzalo Duran - Ritchie Torres |         | Ritchie Torres             |
| New York                         | 16.                      | - Miriam Levitt Flisser - George Latimer                                                                                                  |         | George Latimer             |
| New York                         | 17.                      | - Anthony Frascone - Mondaire Jones - Mike Lawler                                                                                         |         | Mike Lawler                |
| New York                         | 18.                      | - Alison Esposito - Pat Ryan |         | Pat Ryan                   |
| New York                         | 19.                      | - Marc Molinaro - Josh Riley |         | Josh Riley                 |
| New York                         | 20.                      | - Paul Tonko - Kevin Waltz |         | Paul Tonko                 |
| New York                         | 21.                      | - Paula Collins - Elise Stefanik |         | Elise Stefanik             |
| New York                         | 22.                      | - John Mannion - Brandon Williams |         | John Mannion               |
| New York                         | 23.                      | - Thomas Carle - Nick Langworthy |         | Nick Langworthy            |
| New York                         | 24.                      | - Claudia Tenney - David Wagenhauser |         | Claudia Tenney             |
| New York                         | 25.                      | - Joseph Morelle - Gregg Sadwick |         | Joseph Morelle             |
| New York                         | 26.                      | - Tim Kennedy - Anthony Marecki |         | Tim Kennedy                |
| Nyugat-Virginia                  | 1.                       | - Wes Holden - Carol Miller - Chris Reed                                                                                                  |         | Carol Miller               |
| Nyugat-Virginia                  | 2.                       | - Riley Moore - Steven Wendelin |         | Riley Moore                |
| Ohio                             | 1.                       | - Greg Landsman - Orlando Sonza |         | Greg Landsman              |
| Ohio                             | 2.                       | - Samantha Meadows - David Taylor |         | David Taylor               |
| Ohio                             | 3.                       | - Joyce Beatty - Michael Young |         | Joyce Beatty               |
| Ohio                             | 4.                       | - Jim Jordan - Tamie Wilson |         | Jim Jordan                 |
| Ohio                             | 5.                       | - Bob Latta - Keith Mundy |         | Bob Latta                  |
| Ohio                             | 6.                       | - Michael Kripchak - Michael Rulli |         | Michael Rulli              |
| Ohio                             | 7.                       | - Matt Diemer - Dennis Kucinich - Max Miller                                                                                              |         | Max Miller                 |
| Ohio                             | 8.                       | - Warren Davidson - Vanessa Enoch |         | Warren Davidson            |
| Ohio                             | 9.                       | - Marcy Kaptur - Derek Merrin |         | Marcy Kaptur               |
| Ohio                             | 10.                      | - Amy Cox - Michael Harbaugh - Mike Turner                                                                                                |         | Mike Turner                |
| Ohio                             | 11.                      | - Shontel Brown - Sean Freeman - Alan Rapoport                                                                                            |         | Shontel Brown              |
| Ohio                             | 12.                      | - Troy Balderson - Jerrad Christian |         | Troy Balderson             |
| Ohio                             | 13.                      | - Kevin Coughlin - Emilia Sykes |         | Emilia Sykes               |
| Ohio                             | 14.                      | - David Joyce - Brian Kenderes |         | David Joyce                |
| Ohio                             | 15.                      | - Mike Carey - Adam Miller |         | Mike Carey                 |
| Oklahoma                         | 1.                       | - Dennis Baker - Kevin Hern - Mark Sanders                                                                                                |         | Kevin Hern                 |
| Oklahoma                         | 2.                       | - Josh Brecheen - Ronnie Hopkins - Brandon Wade                                                                                           |         | Josh Brecheen              |
| Oklahoma                         | 3.                       | - Frank Lucas |         | Frank Lucas                |
| Oklahoma                         | 4.                       | - Mary Brannon - Tom Cole - James Stacy                                                                                                   |         | Tom Cole                   |
| Oklahoma                         | 5.                       | - Stephanie Bice - Madison Horn |         | Stephanie Bice             |
| Oregon                           | 1.                       | - Suzanne Bonamici - Bob Todd |         | Suzanne Bonamici           |
| Oregon                           | 2.                       | - Cliff Bentz - Dan Ruby - Michael Stettler                                                                                               |         | Cliff Bentz                |
| Oregon                           | 3.                       | - Maxine Dexter - David Frosch - Joanna Harbour - Joe Meyer                                                                               |         | Maxine Dexter              |
| Oregon                           | 4.                       | - Monique DeSpain - Justin Filip - Val Hoyle                                                                                              |         | Val Hoyle                  |
| Oregon                           | 5.                       | - Andrew Aasen - Janelle Bynum - Lori Chavez-DeRemer - Kurt Hauth - Andrea Townsend                                                       |         | Janelle Bynum              |
| Oregon                           | 6.                       | - Mike Erickson - Andrea Salinas |         | Andrea Salinas             |
| Pennsylvania                     | 1.                       | - Bradley Cooper - Ashley Ehasz - Brian Fitzpatrick                                                                                       |         | Brian Fitzpatrick          |
| Pennsylvania                     | 2.                       | - Haroon Bashir - Brendan Boyle |         | Brendan Boyle              |
| Pennsylvania                     | 3.                       | - Dwight Evans |         | Dwight Evans               |
| Pennsylvania                     | 4.                       | - Madeleine Dean - David Winkler |         | Madeleine Dean             |
| Pennsylvania                     | 5.                       | - Alfeia DeVaughn-Goodwin - Mary Gay Scanlon                                                                                              |         | Mary Gay Scanlon           |
| Pennsylvania                     | 6.                       | - Chrissy Houlahan - Neil Young Jr. |         | Chrissy Houlahan           |
| Pennsylvania                     | 7.                       | - Ryan Mackenzie - Susan Wild |         | Ryan Mackenzie             |
| Pennsylvania                     | 8.                       | - Rob Bresnahan Jr. - Matt Cartwright |         | Rob Bresnahan Jr.          |
| Pennsylvania                     | 9.                       | - Dan Meuser - Amanda Waldman |         | Dan Meuser                 |
| Pennsylvania                     | 10.                      | - Scott Perry - Janelle Stelson |         | Scott Perry                |
| Pennsylvania                     | 11.                      | - Jim Atkinson - Lloyd Smucker |         | Lloyd Smucker              |
| Pennsylvania                     | 12.                      | - James Hayes - Summer Lee |         | Summer Lee                 |
| Pennsylvania                     | 13.                      | - Beth Farnham - John Joyce |         | John Joyce                 |
| Pennsylvania                     | 14.                      | - Christopher Dziados - Guy Reschenthaler                                                                                                 |         | Guy Reschenthaler          |
| Pennsylvania                     | 15.                      | - Glenn Thompson - Zacheray Womer |         | Glenn Thompson             |
| Pennsylvania                     | 16.                      | - Mike Kelly - Preston Nouri |         | Mike Kelly                 |
| Pennsylvania                     | 17.                      | - Chris Deluzio - Rob Mercuri |         | Chris Deluzio              |
| Rhode Island                     | 1.                       | - Gabe Amo - C. D. Reynolds - Allen Waters                                                                                                |         | Gabe Amo                   |
| Rhode Island                     | 2.                       | - Steve Corvi - Seth Magaziner |         | Seth Magaziner             |
| Tennessee                        | 1.                       | - Richard Baker - Levi Brake - Diana Harshbarger - Kevin Jenkins                                                                          |         | Diana Harshbarger          |
| Tennessee                        | 2.                       | - Tim Burchett - Jane George |         | Tim Burchett               |
| Tennessee                        | 3.                       | - Jack Allen - Chuck Fleischmann - Jean Howard-Hill - Scooter King                                                                        |         | Chuck Fleischmann          |
| Tennessee                        | 4.                       | - Victoria Broderick - Scott DesJarlais - Earnest Ensley - Keith Nolan                                                                    |         | Scott DesJarlais           |
| Tennessee                        | 5.                       | - Maryam Abolfazli - Yomi Faparusi - Jim Larkin - Andy Ogles - Bob Titley                                                                 |         | Andy Ogles                 |
| Tennessee                        | 6.                       | - Lore Bergman - John Rose |         | John Rose                  |
| Tennessee                        | 7.                       | - Megan Barry - Mark E. Green - Shaun Greene                                                                                              |         | Mark E. Green              |
| Tennessee                        | 8.                       | - Sarah Freeman - James Hart - David Kustoff                                                                                              |         | David Kustoff              |
| Tennessee                        | 9.                       | - Charlotte Bergmann - Dennis Clark - Steve Cohen - Wendell Wells                                                                         |         | Steve Cohen                |
| Texas                            | 1.                       | - Nathaniel Moran |         | Nathaniel Moran            |
| Texas                            | 2.                       | - Dan Crenshaw - Peter Filler |         | Dan Crenshaw               |
| Texas                            | 3.                       | - Keith Self - Sandeep Srivastava |         | Keith Self                 |
| Texas                            | 4.                       | - Simon Cardell - Pat Fallon |         | Pat Fallon                 |
| Texas                            | 5.                       | - Lance Gooden - Ruth Torres |         | Lance Gooden               |
| Texas                            | 6.                       | - Jake Ellzey - John Love III |         | Jake Ellzey                |
| Texas                            | 7.                       | - Lizzie Fletcher - Caroline Kane |         | Lizzie Fletcher            |
| Texas                            | 8.                       | - Laura Jones - Morgan Luttrell |         | Morgan Luttrell            |
| Texas                            | 9.                       | - Al Green |         | Al Green                   |
| Texas                            | 10.                      | - Theresa Boisseau - Michael McCaul - Jeff Miller                                                                                         |         | Michael McCaul             |
| Texas                            | 11.                      | - August Pfluger |         | August Pfluger             |
| Texas                            | 12.                      | - Craig Goldman - Trey Hunt |         | Craig Goldman              |
| Texas                            | 13.                      | - Ronny Jackson |         | Ronny Jackson              |
| Texas                            | 14.                      | - Rhonda Hart - Randy Weber |         | Randy Weber                |
| Texas                            | 15.                      | - Monica De La Cruz - Michelle Vallejo |         | Monica De La Cruz          |
| Texas                            | 16.                      | - Irene Armendariz-Jackson - Veronica Escobar                                                                                             |         | Veronica Escobar           |
| Texas                            | 17.                      | - Mark Lorenzen - Pete Sessions |         | Pete Sessions              |
| Texas                            | 18.                      | - Lana Centonze - Sylvester Turner |         | Sylvester Turner           |
| Texas                            | 19.                      | - Jodey Arrington - Bernard Johnson - Nathan Lewis                                                                                        |         | Jodey Arrington            |
| Texas                            | 20.                      | - Joaquin Castro |         | Joaquin Castro             |
| Texas                            | 21.                      | - Kristin Hook - Bob King - Chip Roy |         | Chip Roy                   |
| Texas                            | 22.                      | - Marquette Greene-Scott - Troy Nehls |         | Troy Nehls                 |
| Texas                            | 23.                      | - Tony Gonzales - Santos Limon |         | Tony Gonzales              |
| Texas                            | 24.                      | - Sam Eppler - Beth Van Duyne |         | Beth Van Duyne             |
| Texas                            | 25.                      | - Roger Williams |         | Roger Williams             |
| Texas                            | 26.                      | - Brandon Gill - Phil Gray - Ernest Lineberger III                                                                                        |         | Brandon Gill               |
| Texas                            | 27.                      | - Michael Cloud - Tanya Lloyd |         | Michael Cloud              |
| Texas                            | 28.                      | - Henry Cuellar - Jay Furman |         | Henry Cuellar              |
| Texas                            | 29.                      | - Sylvia Garcia - Alan Garza |         | Sylvia Garcia              |
| Texas                            | 30.                      | - Jasmine Crockett |         | Jasmine Crockett           |
| Texas                            | 31.                      | - John Carter - Stuart Whitlow |         | John Carter                |
| Texas                            | 32.                      | - Darrell Day - Kevin Hale - Julie Johnson                                                                                                |         | Julie Johnson              |
| Texas                            | 33.                      | - Patrick Gillespie - Marc Veasey |         | Marc Veasey                |
| Texas                            | 34.                      | - Mayra Flores - Vicente Gonzalez |         | Vicente Gonzalez           |
| Texas                            | 35.                      | - Greg Casar - Steven Wright |         | Greg Casar                 |
| Texas                            | 36.                      | - Brian Babin - Dayna Steele |         | Brian Babin                |
| Texas                            | 37.                      | - Girish Altekar - Lloyd Doggett - Jenny Garcia Sharon                                                                                    |         | Lloyd Doggett              |
| Texas                            | 38.                      | - Wesley Hunt - Melissa McDonough |         | Wesley Hunt                |
| Új-Mexikó                        | 1.                       | - Steve Jones - Melanie Stansbury |         | Melanie Stansbury          |
| Új-Mexikó                        | 2.                       | - Yvette Herrell - Gabe Vasquez |         | Gabe Vasquez               |
| Új-Mexikó                        | 3.                       | - Sharon Clahchischilliage - Teresa Leger Fernandez                                                                                       |         | Teresa Leger Fernandez     |
| Utah                             | 1.                       | - Bill Campbell - Daniel Cottam - Blake Moore                                                                                             |         | Blake Moore                |
| Utah                             | 2.                       | - Cassie Easley - Celeste Maloy - Tyler Murset - Nathaniel Woodward                                                                       |         | Celeste Maloy              |
| Utah                             | 3.                       | - Mike Kennedy - Glenn Wright |         | Mike Kennedy               |
| Utah                             | 4.                       | - Evan Bullard - Vaughn Cook - Katrina Fallick-Wang - Burgess Owens                                                                       |         | Burgess Owens              |
| Vermont                          | 1.                       | - Becca Balint - Mark Coester - Adam Ortiz                                                                                                |         | Becca Balint               |
| Virginia                         | 1.                       | - Leslie Mehta - Rob Wittman |         | Rob Wittman                |
| Virginia                         | 2.                       | - Jen Kiggans - Robert Reid Jr. - Missy Cotter Smasal                                                                                     |         | Jen Kiggans                |
| Virginia                         | 3.                       | - Bobby Scott - John Sitka - Rhonda Taylor-Young                                                                                          |         | Bobby Scott                |
| Virginia                         | 4.                       | - Jennifer McClellan - Bill Moher |         | Jennifer McClellan         |
| Virginia                         | 5.                       | - John McGuire - Gloria Witt |         | John McGuire               |
| Virginia                         | 6.                       | - Ben Cline - Ken Mitchell - Robby Wells Jr.                                                                                              |         | Ben Cline                  |
| Virginia                         | 7.                       | - Derrick Anderson - Eugene Vindman |         | Eugene Vindman             |
| Virginia                         | 8.                       | - Don Beyer - Bentley Hensel - David Kennedy - Jerry Torres                                                                               |         | Don Beyer                  |
| Virginia                         | 9.                       | - Karen Baker - Morgan Griffith |         | Morgan Griffith            |
| Virginia                         | 10.                      | - Mike Clancy - Suhas Subramanyam |         | Suhas Subramanyam          |
| Virginia                         | 11.                      | - Gerry Connolly - Mike Van Meter |         | Gerry Connolly             |
| Washington                       | 1.                       | - Jeb Brewer - Suzan DelBene |         | Suzan DelBene              |
| Washington                       | 2.                       | - Cody Hart - Rick Larsen |         | Rick Larsen                |
| Washington                       | 3.                       | - Marie Gluesenkamp Perez - Joe Kent |         | Marie Gluesenkamp Perez    |
| Washington                       | 4.                       | - Dan Newhouse - Jerrod Sessler |         | Dan Newhouse               |
| Washington                       | 5.                       | - Michael Baumgartner - Carmela Conroy |         | Michael Baumgartner        |
| Washington                       | 6.                       | - Drew MacEwen - Emily Randall |         | Emily Randall              |
| Washington                       | 7.                       | - Dan Alexander - Pramila Jayapal |         | Pramila Jayapal            |
| Washington                       | 8.                       | - Carmen Goers - Kim Schrier |         | Kim Schrier                |
| Washington                       | 9.                       | - Melissa Chaudhry - Adam Smith |         | Adam Smith                 |
| Washington                       | 10.                      | - Don Hewett - Marilyn Strickland |         | Marilyn Strickland         |
| Wisconsin                        | 1.                       | - Peter Barca - Bryan Steil - Chester Todd Jr.                                                                                            |         | Bryan Steil                |
| Wisconsin                        | 2.                       | - Erik Olsen - Mark Pocan |         | Mark Pocan                 |
| Wisconsin                        | 3.                       | - Peter Barca - Derrick Van Orden |         | Derrick Van Orden          |
| Wisconsin                        | 4.                       | - Gwen Moore - Robert Raymond - Tim Rogers                                                                                                |         | Gwen Moore                 |
| Wisconsin                        | 5.                       | - Scott Fitzgerald - Ben Steinhoff |         | Scott Fitzgerald           |
| Wisconsin                        | 6.                       | - Glenn Grothman - John Zarbano |         | Glenn Grothman             |
| Wisconsin                        | 7.                       | - Kyle Kilbourn - Tom Tiffany |         | Tom Tiffany                |
| Wisconsin                        | 8.                       | - Kristin Lyerly - Tony Wield |         | Tony Wield                 |
| Wyoming                          | 1.                       | - Kyle Cameron - Harriet Hageman |         | Harriet Hageman            |
| Külterületek (nem szavazó tagok) |                          | |         |                            |
| Amerikai Szamoa                  | Amerikai Szamoa          | - Luisa Kuaea - Amata Coleman Radewagen - Meleagi Suitonu-Chapman                                                                         |         | Amata Coleman Radewagen    |
| Amerikai Virgin-szigetek         | Amerikai Virgin-szigetek | - Ronald Pickard - Stacey Plaskett |         | Stacey Plaskett            |
| Északi-Mariana-szigetek          | Északi-Mariana-szigetek  | - John Gonzales - Liana Hofschneider - Kimberlyn King-Hinds - Ed Propst - James Rayphand                                                  |         | Kimberlyn King-Hinds       |
| Guam                             | Guam                     | - Ginger Cruz - James Moylan |         | James Moylan               |
| Puerto Rico                      | Puerto Rico              | - Melín Sotiriou Droz - Ana Irma Rivera Lassén - Viviana Ramírez Morales - Pablo Hernández Rivera - Roberto Velazquez - William Villafañe |         | Pablo Hernández Rivera     |
| Washington, D. C.                | Washington, D. C.        | - Myrtle Alexander - Kymone Freeman - Eleanor Holmes Norton                                                                               |         | Eleanor Holmes Norton      |

## Állami választások

### Kormányzóválasztások
Kormányzóválasztást az államok közül tizenegyben, míg a területek közül kettőben tartanak. Mivel a legtöbb kormányzói mandátum négy évig tart, így a legtöbb kormányzót 2020-ban választották meg pozíciójukra. Ez alól kivétel New Hampshire és Vermont, ahol a mandátum két évig tart.
| Állam           | Jelöltek | Jelöltek | Győztes | Győztes                  |
| Állam           | Demokrata | Republikánus | Párt    | Kormányzó                |
| --------------- | --- | --- | ------- | ------------------------ |
| Delaware        | Matt Meyer | Mike Ramone |         | Matt Meyer               |
| Indiana         | Jennifer McCormick | Mike Braun |         | Mike Braun               |
| Észak-Dakota    | Merrill Piepkorn | Kelly Armstrong |         | Kelly Armstrong          |
| Észak-Karolina  | Josh Stein | Mark Robinson |         | Josh Stein               |
| Missouri        | Crystal Quade | Mike Kehoe |         | Mike Kehoe               |
| Montana         | Ryan Busse | Greg Gianforte |         | Greg Gianforte           |
| New Hampshire   | Joyce Craig | Kelly Ayotte |         | Kelly Ayotte             |
| Nyugat-Virginia | Steve Williams | Patrick Morrisey |         | Patrick Morrisey         |
| Utah            | Brian King | Spencer Cox |         | Spencer Cox              |
| Vermont         | Esther Charlestin | Phil Scott |         | Phil Scott               |
| Washington      | Bob Ferguson | Dave Reichert |         | Bob Ferguson             |
| Területek       | | |         |                          |
| Amerikai Szamoa | Lemanu Peleti Mauga | Pula Nikolao Pula |         | Pula Nikolao Pula        |
| Puerto Rico     | - Jenniffer González-Colón (NP) - Jesús Manuel Ortiz (PD) - Javier Córdova Iturregui (CV) - Juan Dalmau (független) - Javier Jiménez (PrD) | - Jenniffer González-Colón (NP) - Jesús Manuel Ortiz (PD) - Javier Córdova Iturregui (CV) - Juan Dalmau (független) - Javier Jiménez (PrD) | NP      | Jenniffer González-Colón |

### Államügyészi választások
Tíz államban választanak államügyészt.
| Állam           | Jelöltek          | Jelöltek       | Győztes | Győztes        |
| Állam           | Demokrata         | Republikánus   | Párt    | Államügyész    |
| --------------- | ----------------- | -------------- | ------- | -------------- |
| Észak-Karolina  | Jeff Jackson      | Dan Bishop     |         | Jeff Jackson   |
| Indiana         | Destiny Wells     | Todd Rokita    |         | Todd Rokita    |
| Missouri        | Elad Gross        | Andrew Bailey  |         | Andrew Bailey  |
| Montana         | Ben Alke          | Austin Knudsen |         | Austin Knudsen |
| Nyugat-Virginia | Teresa Toriseva   | J. B. McCuskey |         | J. B. McCuskey |
| Oregon          | Dan Rayfield      | Will Lathrop   |         | Dan Rayfield   |
| Pennsylvania    | Eugene DePasquale | David Sunday   |         | David Sunday   |
| Utah            | Rudy Bautista     | Derek Brown    |         | Derek Brown    |
| Vermont         | Charity Clark     | Ture Nelson    |         | Charity Clark  |
| Washington      | Nicholas Brown    | Pete Serrano   |         | Nicholas Brown |

## Helyi választások

### Polgármesteri választások
- Alexandria, Washington
- Anchorage, Alaszka
- Austin, Texas
- Baltimore, Maryland
- Corpus Christi, Texas
- El Paso, Texas
- Fresno, Kalifornia
- Las Vegas, Nevada
- Miami-Dade megye, Florida
- Milwaukee, Wisconsin
- Honolulu, Hawaii
- Phoenix, Arizona
- Portland, Oregon
- Raleigh, Észak-Karolina
- Richmond, Virginia
- Salt Lake megye, Utah
- San Diego, Kalifornia
- San Francisco, Kalifornia
- San José, Kalifornia
- Stockton, Kalifornia
- Tulsa, Oklahoma

## Eredmények
| Állam/ Terület           | 2022 PVI | A 2024-es választás előtt | A 2024-es választás előtt | A 2024-es választás előtt | A 2024-es választás előtt | A 2024-es választás után | A 2024-es választás után | A 2024-es választás után | A 2024-es választás után | A 2024-es választás után |
| Állam/ Terület           | 2022 PVI | Kormányzó                 | Állami törvényhozás       | Szenátus                  | Képviselőház              | Elnök                    | Kormányzó                | Állami törvényhozás      | Szenátus                 | Képviselőház             |
| ------------------------ | -------- | ------------------------- | ------------------------- | ------------------------- | ------------------------- | ------------------------ | ------------------------ | ------------------------ | ------------------------ | ------------------------ |
| Alabama                  | R+15     | Rep                       | Rep                       | Rep                       | Rep 6–1                   |                          | Rep                      |                          | Rep                      |                          |
| Alaszka                  | R+8      | Rep                       | Koalíció                  | Rep                       | Dem 1–0                   |                          | Rep                      |                          | Rep                      |                          |
| Arizona                  | R+2      | Dem                       | Rep                       | Kétpárti D/F              | Rep 6–3                   |                          | Dem                      |                          |                          |                          |
| Arkansas                 | R+16     | Rep                       | Rep                       | Rep                       | Rep 4–0                   |                          | Rep                      |                          | Rep                      |                          |
| Colorado                 | D+4      | Dem                       | Dem                       | Dem                       | Dem 5–3                   |                          | Dem                      |                          | Dem                      |                          |
| Connecticut              | D+7      | Dem                       | Dem                       | Dem                       | Dem 5–0                   |                          | Dem                      |                          |                          |                          |
| Dél-Dakota               | R+16     | Rep                       | Rep                       | Rep                       | Rep 1–0                   |                          | Rep                      |                          | Rep                      |                          |
| Dél-Karolina             | R+8      | Rep                       | Rep                       | Rep                       | Rep 6–1                   |                          | Rep                      |                          | Rep                      |                          |
| Delaware                 | D+7      | Dem                       | Dem                       | Dem                       | Dem 1–0                   |                          |                          |                          |                          |                          |
| Észak-Dakota             | R+20     | Rep                       | Rep                       | Rep                       | Rep 1–0                   |                          |                          |                          |                          |                          |
| Észak-Karolina           | R+3      | Dem                       | Rep                       | Rep                       | Kétpárti 7–7              |                          |                          |                          | Rep                      |                          |
| Florida                  | R+3      | Rep                       | Rep                       | Rep                       | Rep 20–8                  |                          | Rep                      |                          |                          |                          |
| Georgia                  | R+3      | Rep                       | Rep                       | Dem                       | Rep 9–5                   |                          | Rep                      |                          | Dem                      |                          |
| Hawaii                   | D+14     | Dem                       | Dem                       | Dem                       | Dem 2–0                   |                          | Dem                      |                          |                          |                          |
| Idaho                    | R+18     | Rep                       | Rep                       | Rep                       | Rep 2–0                   |                          | Rep                      |                          | Rep                      |                          |
| Illinois                 | D+7      | Dem                       | Dem                       | Dem                       | Dem 14–3                  |                          | Dem                      |                          | Dem                      |                          |
| Indiana                  | R+11     | Rep                       | Rep                       | Rep                       | Rep 7–2                   |                          |                          |                          |                          |                          |
| Iowa                     | R+6      | Rep                       | Rep                       | Rep                       | Rep 4–0                   |                          | Rep                      |                          | Rep                      |                          |
| Kalifornia               | D+13     | Dem                       | Dem                       | Dem                       | Dem 40–12                 |                          | Dem                      |                          |                          |                          |
| Kansas                   | R+10     | Dem                       | Rep                       | Rep                       | Rep 3–1                   |                          | Dem                      |                          | Rep                      |                          |
| Kentucky                 | R+16     | Ismeretlen                | Ismeretlen                | Rep                       | Rep 5–1                   |                          | Ismeretlen               | Ismeretlen               | Rep                      |                          |
| Louisiana                | R+12     | Ismeretlen                | Ismeretlen                | Rep                       | Rep 5–1                   |                          | Ismeretlen               | Ismeretlen               | Rep                      |                          |
| Maine                    | D+2      | Dem                       | Dem                       | Kétpárti R/F              | Dem 2–0                   |                          | Dem                      |                          |                          |                          |
| Maryland                 | D+14     | Dem                       | Dem                       | Dem                       | Dem 7–1                   |                          | Dem                      |                          |                          |                          |
| Massachusetts            | D+15     | Dem                       | Dem                       | Dem                       | Dem 9–0                   |                          | Dem                      |                          |                          |                          |
| Michigan                 | R+1      | Dem                       | Dem                       | Dem                       | Dem 7–6                   |                          | Dem                      |                          |                          |                          |
| Minnesota                | D+1      | Dem                       | Dem                       | Dem                       | Kétpárti 4–4              |                          | Dem                      |                          |                          |                          |
| Mississippi              | R+11     | Ismeretlen                | Ismeretlen                | Rep                       | Rep 3–1                   |                          | Ismeretlen               | Ismeretlen               |                          |                          |
| Missouri                 | R+10     | Rep                       | Rep                       | Rep                       | Rep 6–2                   |                          |                          |                          |                          |                          |
| Montana                  | R+11     | Rep                       | Rep                       | Kétpárti                  | Rep 2–0                   |                          | Rep                      |                          |                          |                          |
| Nebraska                 | R+13     | Rep                       | Pártatlan                 | Rep                       | Rep 3–0                   |                          | Rep                      |                          |                          |                          |
| Nevada                   | R+1      | Rep                       | Dem                       | Dem                       | Dem 3–1                   |                          | Rep                      |                          |                          |                          |
| New Hampshire            | D+1      | Rep                       | Rep                       | Dem                       | Dem 2–0                   |                          |                          |                          | Dem                      |                          |
| New Jersey               | D+6      | Dem                       | Ismeretlen                | Dem                       | Dem 9–3                   |                          | Dem                      | Ismeretlen               |                          |                          |
| New York                 | D+10     | Dem                       | Dem                       | Dem                       | Dem 15–11                 |                          | Dem                      |                          |                          |                          |
| Nyugat-Virginia          | R+22     | Rep                       | Rep                       | Kétpárti                  | Rep 2–0                   |                          |                          |                          |                          |                          |
| Ohio                     | R+6      | Rep                       | Rep                       | Kétpárti                  | Rep 10–5                  |                          | Rep                      |                          |                          |                          |
| Oklahoma                 | R+20     | Rep                       | Rep                       | Rep                       | Rep 5–0                   |                          | Rep                      |                          | Rep                      |                          |
| Oregon                   | D+6      | Dem                       | Dem                       | Dem                       | Dem 4-2                   |                          | Dem                      |                          | Dem                      |                          |
| Pennsylvania             | R+2      | Dem                       | Kétpárti                  | Dem                       | Dem 9–8                   |                          | Dem                      |                          |                          |                          |
| Rhode Island             | D+8      | Dem                       | Dem                       | Dem                       | Dem 2–0                   |                          | Dem                      |                          |                          |                          |
| Tennessee                | R+14     | Rep                       | Rep                       | Rep                       | Rep 8–1                   |                          | Rep                      |                          |                          |                          |
| Texas                    | R+5      | Rep                       | Rep                       | Rep                       | Rep 25–13                 |                          | Rep                      |                          |                          |                          |
| Utah                     | R+13     | Rep                       | Rep                       | Rep                       | Rep 4–0                   |                          |                          |                          |                          |                          |
| Új-Mexikó                | D+3      | Dem                       | Dem                       | Dem                       | Dem 3–0                   |                          | Dem                      |                          |                          |                          |
| Vermont                  | D+16     | Rep                       | Dem                       | Kétpárti D/F              | Dem 1–0                   |                          |                          |                          |                          |                          |
| Virginia                 | D+3      | Rep                       | Ismeretlen                | Dem                       | Dem 6–5                   |                          | Rep                      | Ismeretlen               |                          |                          |
| Washington               | D+8      | Dem                       | Dem                       | Dem                       | Dem 8–2                   |                          |                          |                          | Dem                      |                          |
| Wisconsin                | R+2      | Dem                       | Rep                       | Kétpárti                  | Rep 6–2                   |                          | Dem                      |                          |                          |                          |
| Wyoming                  | R+25     | Rep                       | Rep                       | Rep                       | Rep 1–0                   |                          | Rep                      |                          |                          |                          |
| Egyesült Államok         | Egyenlő  | Rep                       | Rep                       | Dem                       | Rep                       |                          |                          |                          |                          |                          |
|                          |          |                           |                           |                           |                           |                          |                          |                          |                          |                          |
| Washington DC            | D+43     | Dem                       | Dem                       | Nincs                     | Dem                       |                          | Dem                      |                          | Nincs                    |                          |
| Amerikai Szamoa          | Nincs    | Pártatlan/D               | Pártatlan                 | Nincs                     | Rep                       | Nincs                    |                          |                          | Nincs                    |                          |
| Amerikai Virgin-szigetek | Nincs    | Dem                       | Dem                       | Nincs                     | Dem                       | Dem                      |                          |                          | Nincs                    |                          |
| Északi-Mariana-szigetek  | Nincs    | Függ                      | Koalíció                  | Nincs                     | Dem                       | Nincs                    | Függ                     |                          | Nincs                    |                          |
| Guam                     | Nincs    | Dem                       | Dem                       | Nincs                     | Rep                       | Nincs                    | [ o ]                    | Dem                      | Nincs                    |                          |
| Puerto Rico              | Nincs    | PNP/D                     | PDP                       | Nincs                     | PNP/R                     | Nincs                    |                          |                          | Nincs                    |                          |
| Állam/ Terület           | PVI      | Kormányzó                 | Állami törvényhozás       | Szenátus                  | Képviselőház              | Elnök                    | Kormányzó                | Állami törvényhozás      | Szenátus                 | Képviselőház             |
| Állam/ Terület           | PVI      | A 2024-es választás előtt | A 2024-es választás előtt | A 2024-es választás előtt | A 2024-es választás előtt | A 2024-es választás után | A 2024-es választás után | A 2024-es választás után | A 2024-es választás után | A 2024-es választás után |